# José Joaquim de Azevedo e Moura
José Joaquim de Azevedo e Moura (Alfândega da Fé, Alfândega da Fé, 18 de outubro de 1794 – Braga, 27 de novembro de 1876) foi um clérigo português da Igreja Católica Romana, arcebispo de Braga de 16 de Junho 1856 a 1876.
Foi bispo de Viseu de 19 Janeiro de 1846 a 16 de Junho de 1856.